# Leurocyclus tuberculosus
Leurocyclus tuberculosus is een krabbensoort uit de familie van de Inachoididae. De wetenschappelijke naam van de soort is voor het eerst geldig gepubliceerd in 1842 door H. Milne Edwards & Lucas.